# Air War
Singles de Crystal Castles
Crimewave
(2007) Courtship Dating
(2008)
Pistes de Crystal Castles
XxzxcuZx Me Courtship Dating
Air War est une chanson du groupe de musique expérimentale torontois Crystal Castles tiré du premier album de Crystal Castles, du même nom que le groupe. La chanson est le deuxième single du groupe. Celui-ci est sorti le 17 décembre 2007 accompagné de la face B "XxzxcuZx Me" et enregistré en juillet 2006 dans les studios londoniens Merok Records.

## Liste des chansons

### Version vinyle
1. Air War - 4:06
2. Air War (David Wolf Remix) - 3:16

### Version CD
1. Air War - 4:06
2. XxzxcuZx Me - 1:53